# Kenngruppenheft

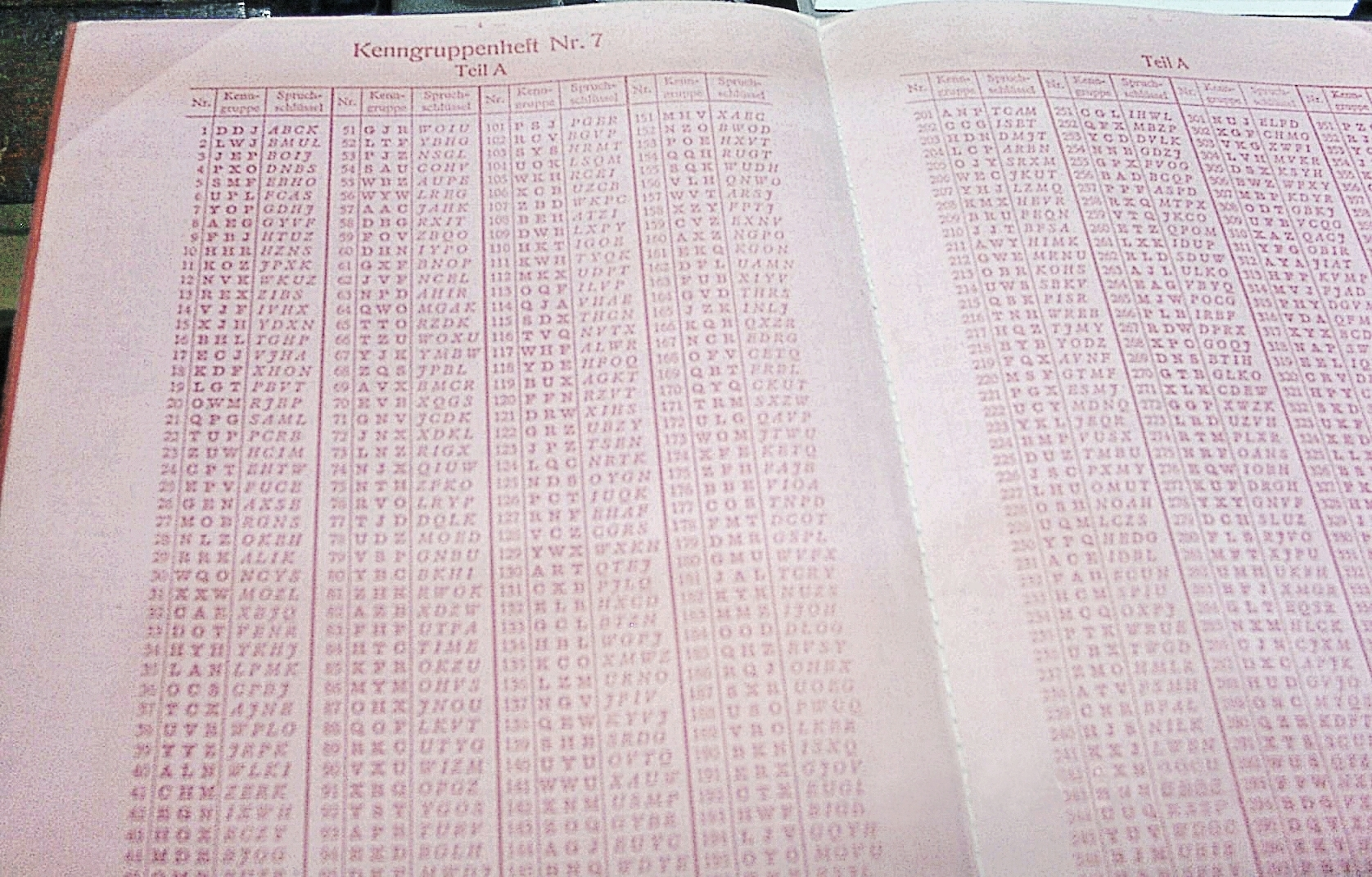
Kenngruppenhefte, wie dieses von U 505 erbeutete, wurden mit wasserlöslicher roter Tinte auf rosafarbenem Löschpapier gedruckt, um sie im Fall von Gefahr schnell vernichten zu können.

Das Kenngruppenheft war ein geheimes Codebuch, das bei den U-Booten der Kriegsmarine während des Zweiten Weltkriegs in Zusammenhang mit Kurzsignalen zur Kennzeichnung ihrer verschlüsselten Funksprüche benutzt wurde. Es darf nicht mit dem Kenngruppenbuch verwechselt werden.
Zur Geheimhaltung der im Zweiten Weltkrieg über Funk geführten Kommunikation zwischen dem Befehlshaber der U-Boote (BdU) und den deutschen U-Booten, die im Atlantik und im Mittelmeer alliierte Schiffe und Geleitzüge zu versenken hatten, wurde in erster Linie die Schlüsselmaschine Enigma verwendet, ab 1. Februar 1942 war es die Enigma-M4, auch als der „Schlüssel M“ bezeichnet. Zusätzlich wurden geheime Codeunterlagen wie Kurzsignalheft und Wetterkurzschlüssel benutzt, um die Sicherheit der Verschlüsselung weiter zu erhöhen und auch die Länge der Funksprüche zu reduzieren und so die Gefahr der Entdeckung und Ortung der U-Boote durch alliierte Funkpeilung (“Huff-Duff”) zu verringern. Zur Kennzeichnung von Kurzsignalfunksprüchen wurden sie mit einer Kenngruppe versehen, die einer Tabelle des geheimen Kenngruppenhefts entnommen wurde.
Das Kenngruppenheft besteht aus drei Abschnitten, der „Zuteilungsliste“, dem „Teil A“ und dem „Teil B“. In der Zuteilungsliste wurde jedem einzelnen Schlüsselnetz, beispielsweise „Triton“, „Niobe“, „Thetis“, „Hydra“, „Neptun“ oder „Aegir“, für die unterschiedlichen Tage ein bestimmter Nummernbereich zugeordnet. Diese Nummern konnten im zweiten Teil des Kenngruppenhefts, dem Teil A, wiedergefunden werden. Hier waren tabellarisch in drei nebeneinanderliegenden Spalten die Nummern, dann die zur Wahl stehenden Kenngruppen als Trigramme (drei Buchstaben) und schließlich die dazugehörigen geheimen Spruchschlüssel als Tetragramme (vier Buchstaben) aufgelistet. Der Verschlüssler wählte aus dem für ihn zugeteilten Nummernbereich eine Kenngruppe, wie DDJ, und las den dazugehörigen Spruchschlüssel ab, im Beispiel der im Bild zu sehenden Tabelle wäre dies ABCK. Anschließend stellte er die Walzen seiner Schlüsselmaschine von Hand auf diesen Spruchschlüssel ein und verschlüsselte den Klartext. Der so erzeugte Geheimtext mit vorangestellter Kenngruppe wurde als Morsezeichen gefunkt und vom Empfänger aufgenommen. Dieser betrachtete die ersten drei Buchstaben, im Beispiel DDJ, und suchte diese in seinem identischen Kenngruppenheft. Dies enthielt im dritten Teil, dem Teil B, alle Kenngruppen in alphabetischer Reihenfolge und dazu deren Nummer. Mit deren Hilfe konnte er den dazugehörigen vierstelligen Spruchschlüssel in Teil A ablesen und damit den Geheimtext entschlüsseln.
Im Laufe des Krieges gab es mehrere unterschiedliche Ausgaben des Kenngruppenhefts. Im Bild ist das am 4. Juni 1944 (zwei Tage vor dem D-Day) durch ein amerikanisches Prisenkommando von U 505 erbeutete Kenngruppenheft Nr. 7 zu sehen.